# گرد ارغوانی
گَرد ارغوانی (به انگلیسی: Purple Haze) (نامی برای داروهای روان‌گردان) ترانه‌ای از گروه جیمی هندریکس اکسپرینس است که در سال ۱۹۶۷ توسط جیمی هندریکس نوشته و ضبط شده است. این ترانه، دومین تک‌آهنگ گروه هم در ایالات متحده و هم در بریتانیا بود. این ترانه بعدها در نسخه‌ی آمریکایی آلبوم آیا تجربه‌اش را داشته‌اید قرار گرفت. ترانه گرد ارغوانی تبدیل به یکی از نمونه‌های کلاسیک ترانه‌های سایکدلیک دهه شصت میلادی شده است. تکنیک‌های گیتارنوازی هنرمندانه هندریکس در این ترانه توسط بسیاری از گیتاریست‌های سبک متال مورد تقلید قرار گرفته است.